# Родіонов Олександр Михайлович

Родіонов Олександр Михайлович

Родіонов Олександр Михайлович (нар. 6 травня 1945 — пом. 16 серпня 2013 — алтайський письменник, публіцист та краєзнавець. Президент Алтайського центру Демидівського Фонду (1991–2001), Клубу любителів алтайської старовини при Алтайської крайової універсальній науковій бібліотеці ім. В. Я. Шишкова. Зробив значний внесок у вивчення історії культури Алтаю.

## Біографія
Народився 6 травня 1945 року у селі Іванівка Алтайського краю. Закінчив геолого-розвідувальний факультет Томського політехнічного інституту (1969), працював геологом у Кузнецькому Алатау, на Алтаї. Займався збором матеріалу з історії гірничорудної справи на Алтаї, народних ремесел.
Закінчив Вищі літературні курси Спілки письменників. З 1982 року її член.
Помер 16 серпня 2013 року після тривалої хвороби. Прощання з письменником відбулось 17 серпня у ритуальному залі за адресою: м. Барнаул, вул. Аносова, 8.

## Творчий доробок
- «Колывань камнерезная»
- «Чистодеревщики»
- «Красная книга Алтая»
- «Азъ грешный»
- «Колывань камнерезная»
- «Одинокое дело мое».